# Râul Valea Săriturii
Râul Valea Săriturii este un afluent al râului Lespezi. 

## Hărți
- Harta Județului Brașov
- Harta Munților Bucegi  Arhivat în 28 mai 2008, la Wayback Machine.